# تغاير تلقائي
في الإحصاء يعرف التغاير التلقائي على عملية عشوائية ما X(t)، على أنه تغاير للإشارة بالنسبة لنسخة بعد فترة من الزمن من ذات الإشارة. وإذا كان لكل حالة من السلسلة متوسط E[Xt] = μt، فعندها يعطى التغاير التلقائي بالعلاقة:
{\displaystyle \,K_{\mathrm {XX} }(t,s)=E[(X_{t}-\mu _{t})(X_{s}-\mu _{s})]=E[X_{t}\cdot X_{s}]-\mu _{t}\cdot \mu _{s}.\,}
حيث E هي معامل القيمة المتوقعة.
يعبر التغاير التلقائي عن مدى تشابه الإشارة إلى الإشارة ذاتها بعد انتقالها عبر الزمن.

## تصحيح
إذا تم تصحيح التغاير التلقائي بقسمته على التباين σ2 عندها نحصل على معامل الترابط التلقائي &rho الذي يعطى على الشكل
{\displaystyle \rho _{\mathrm {XX} }(\tau )={\frac {K_{\mathrm {XX} }(\tau )}{\sigma ^{2}}}.\,}
لاحظ أنه في بعض المجالات يستخدم مصطلحي الترابط التلقائي والتغاير التلقائي بشكل متوازي للتعبير عن الشيء ذاته.